# Marcgravia gentlei
Marcgravia gentlei är en tvåhjärtbladig växtart som beskrevs av Cyrus Longworth Lundell. Marcgravia gentlei ingår i släktet Marcgravia och familjen Marcgraviaceae. Inga underarter finns listade i Catalogue of Life.